# Wings 2: Aces High
Wings 2: Aces High (スカイミッション? lit. "Sky Mission") är ett SNES-spel från 1992, och uppföljare till spelet Wings. Spelet, som utspelar sig under första världskriget, utvecklades av Malibu, och inte Cinemaware som föregångaren. Spelet såldes i Europa under titeln Blazing Skies.
Ett realistiskt aerodynamiksystem används för att återskapa förutsättningarna för ett biplan under första världskriget.
Spelaren kontrollerar ett brittiskt stridsflygplan, och skall angripa fientliga mål från kejsar Wilhelm II:s Tyskland, och spelet utspelar sig över Frankrikes lågland.
Fem olika piloter får fem olika uppdrag. Om en pilot överlever, men inte lyckas fullfölja uppdraget, avskedas han. Om han dödas i strid får man en gravsten, där angivet dödsår är 1917.

## Mottagande
Allgame gav spelet 2.5 stjärnor av 5 möjliga.

### Fotnoter
1. 1 2 3 4  ”Release information”. GameFAQs. http://www.gamefaqs.com/console/snes/data/588853.html. Läst 3 november 2008.
2. 1 2 3  ”Game overview”. MobyGames. http://www.mobygames.com/game/snes/wings-2-aces-high. Läst 27 september 2011.
3. ↑  ”Composer information”. SNESMusic.org. http://snesmusic.org/v2/profile.php?profile=set&selected=3280. Läst 3 november 2008.
4. ↑  ”In-game aerodynamics engine”. GeoCities (japanska). http://www.geocities.co.jp/Playtown-Dice/1920/34n01.html. Läst 31 december 2012.
5. ↑  ”Additional game overview”. IGN. Arkiverad från originalet den 2 april 2012. https://web.archive.org/web/20120402015510/http://cheats.ign.com/objects/008/008368.html. Läst 27 september 2011.
6. ↑  ”Rating information”. Allgame. Arkiverad från originalet den 14 november 2014. https://web.archive.org/web/20141114173915/http://www.allgame.com/game.php?id=15607. Läst 16 oktober 2012.